# Franz Forbriger
Carl Franz Forbriger (* 13. August 1810 in Reichenbach im Vogtland; † 21. Februar 1887 ebenda) war ein deutscher Lehrer, Kantor und Autor. Bekannt wurde er vor allem durch seine beiden  frühen Reiseführer durch das sächsische, böhmische, bayerische und thüringische Vogtland unter besonderer Berücksichtigung seiner neuentstandenen Eisenbahnlinien, die zur Hebung des Tourismus in dieser Grenzregion beitrugen.

## Leben und Wirken
Er war der Sohn von Carl Friedrich Forbriger aus Reichenbach. Nach dem Schulbesuch und einer pädagogischen Ausbildung wurde Forbriger 1836 Substitut des Kirchschullehrers in Neumark (Vogtland). Im darauffolgenden Jahr 1837 übernahm er das Amt des Kirchschullehrers und Kantors in Neumark hauptamtlich. Seine ersten poetischen Versuche gab Forbriger 1856 in Druck, ihm folgten einige weitere Werke, von denen seine 1864 erstmals erschienene historisch-topographisch-statistische Skizze vom Vogtland nachhaltige Bedeutung erlangte und 1887 in 2., durchgesehener und von seinem Sohn Bruno Forbriger (1847–1895) vermehrten Auflage als Wegweiser. Das Vogtland in größerer Auflage und vorwiegend für Eisenbahnreisende erschien.
Forbriger war außerdem Vorsitzender des Landwirtschaftlichen Kreisvereins Reichenbach i. V. in Neumark mit rund 70 Mitgliedern.
1856 starb seine Ehefrau, so dass er seine sechs unmündigen Kindern allein versorgen musste. 1865 heiratete er erneut.
Mindestens ab 1869 war er auch Hauptgeschworener im Gerichtsbezirk Zwickau des Schwurgerichtshofs Zwickau. Nach seiner Emeritierung zog er von Neumark in seinen Geburtsort Reichenbach zurück, wo er 1887 starb.

## Ehrungen
Der König von Sachsen verlieh ihm für seine Verdienste um die Förderung des Tourismus im Vogtland im Mai 1874 die Goldene Medaille vom Albrechtsorden.

## Publikationen
- Feldblumen. Poetische Versuche in Ernst und Scherz. Selbstverlag, Zwickau, 1856.
- Das Voigtland. Eine historisch-topographisch-statistische Skizze. Reichenbach, 1864 (Digitalisat).
- (Mitautor): Gelegenheitsgedichte für Schule und Haus, Langensalza, 1873.
- Wegweiser. Das Vogtland. Eine historisch-topographische Skizze mit einer Karte und Profilzeichnungen unter besonderer Berücksichtigung seiner Eisenbahnen. [2. Aufl.] Haun & Sohn, Reichenbach [1887] (Digitalisat).